# San Juan (Naranjo)
San Juan è un distretto della Costa Rica facente parte del cantone di Naranjo, nella provincia di Alajuela.